# Hudson and Manhattan Railroad Powerhouse
A Hudson and Manhattan Railroad Powerhouse, também conhecida como Jersey City Powerhouse em Jersey City, Condado de Hudson, Nova Jersey, Estados Unidos, é uma usina construída em 1908. A instalação tornou possível a Hudson and Manhattan Railroad. A usina foi fechada em 1929 e usada como depósito de equipamentos ferroviários. Na década de 1990, foi citada pela Preservation New Jersey como um dos dez locais históricos mais ameaçados do estado. A intalação foi listada no Registro Nacional de Locais Históricos em 23 de novembro de 2001.
A instalação está localizado próximo ao Harbourside Financial Center e do bairro de Harsimus Cove, na orla do rio Hudson, em uma área com novos empreendimentos. Os esforços para restaurar a estrutura do edifício da usina começaram em julho de 2009 e continuaram até 2010. Em 2011, a Autoridade Portuária de Nova Iorque e Nova Jérsei concordou em transferir sua propriedade de 55% da instalação para seu coproprietário, Jersey City, em troca de um terreno próximo onde uma subestação elétrica subterrânea será construída. As icônicas chaminés não puderam ser restauradas, tendo sido removidas.